# Gare de Kogenheim
Gare de Kogenheim vasútállomás Franciaországban, Kogenheim településen.

## Vasútvonalak
Az állomást az alábbi vasútvonalak érintik:
- Strasbourg–Bázel-vasútvonal

## Kapcsolódó állomások
A vasútállomáshoz az alábbi állomások vannak a legközelebb:
- Gare d’Ebersheim (Gare de Sélestat)
- Gare de Benfeld (Gare de Saverne)